# 漆間譲司
漆間 譲司（うるま じょうじ、1974年9月14日 - ）は、日本の政治家。日本維新の会所属の衆議院議員（2期）。大阪府議会議員（3期）、日本維新の会国会議員団国会対策委員長（第2代）を務めた。衆議院法務委員会理事。
衆議院議員や各種SNSでは、うるま譲司の表記を用いている。

## 来歴
大阪府門真市出身、同志社香里高等学校、慶應義塾大学商学部卒。
第一勧業銀行で1年間勤務した後、葬儀業や運輸業を手掛ける家業の役員を務める。葬儀業の縁で知り合った田中夏木四條畷市長の勧めで政界を志すようになり、樽床伸二衆議院議員事務所スタッフを経て、2011年の大阪府議会議員選挙に豊中市選挙区から大阪維新の会公認で立候補し、初当選。府議を3期務める。
2020年12月16日、日本維新の会が次期衆院選大阪8区に漆間を擁立すると発表。
2021年10月31日投開票の第49回衆議院議員総選挙で、当選した。
2024年10月27日投開票の第50回衆議院議員総選挙で再選。12月2日、前日の日本維新の会代表選挙で当選した吉村洋文大阪府知事による新執行部が発足し、漆間は国会対策委員長に就任。
2025年8月5日、7月の第27回参議院議員通常選挙での維新の不振を受け、前原誠司共同代表ら他の役員3人と共に辞意を表明した。

## 政策・主張

### 憲法
- 憲法改正について、2021年のNHKのアンケートで「賛成」と回答[17]。

- 憲法9条への自衛隊の明記について、2021年のNHKのアンケートで「どちらかといえば賛成」と回答[17]。

- 憲法を改正し緊急事態条項を設けることについて、2021年の毎日新聞社のアンケートで「賛成」と回答[18]。

### 外交・安全保障
- 敵基地攻撃能力の保有について、2021年の毎日新聞社のアンケートで選択肢以外の回答をした[18]。

- 普天間基地の辺野古移設をめぐる政府と沖縄県の対立をどう考えるかとの問いに対し、2021年の毎日新聞社のアンケートで「政府は埋め立てを即中止すべきだ」と回答[18]。

- 徴用工訴訟などの歴史問題をめぐる日韓の関係悪化についてどう考えるかとの問いに対し、2021年の毎日新聞社のアンケートで回答しなかった[18]。

### ジェンダー
- 選択的夫婦別姓制度の導入について、2021年のNHKのアンケートで「どちらかといえば賛成」と回答[17]。

- 同性婚を可能とする法改正について、2021年のNHKのアンケートで「どちらかといえば賛成」と回答[17]。「同性婚を制度として認めるべきだと考るか」との同年の毎日新聞社のアンケートに対し「認めるべき」と回答[18]。

- クオータ制の導入について、2021年のNHKのアンケートで「どちらかといえば反対」と回答[17]。同年の毎日新聞社のアンケートで「反対」と回答[18]。

### その他
- 「原子力発電への依存度について今後どうするべきか」との問題提起に対し、2021年のNHKのアンケートで「下げるべき」と回答[17]。

- 10％の消費税率について、2021年の毎日新聞社のアンケートで「引き下げるべき」と回答[18]。

- 森友学園への国有地売却をめぐる公文書改竄問題で、2021年5月6日、国は「赤木ファイル」の存在を初めて認めた[19]。しかし5月13日、菅義偉首相はファイルの存在を踏まえた再調査を行わない考えを報道各社に書面で示した[20]。9月の自民党総裁選挙で総裁に選出された岸田文雄も10月11日、衆議院本会議の代表質問で再調査の実施を否定した[21]。国の対応をどう考えるかとの同年の毎日新聞社のアンケートに対し回答しなかった[18]。

## 選挙歴
| 当落 | 選挙                     | 執行日         | 年齢 | 選挙区       | 政党         | 得票数     | 得票率 | 定数 | 得票順位 /候補者数 | 政党内比例順位 /政党当選者数 |
| ---- | ------------------------ | -------------- | ---- | ------------ | ------------ | ---------- | ------ | ---- | ------------------ | ---------------------------- |
| 当   | 2011年大阪府議会議員選挙 | 2011年4月10日  | 36   | 豊中市選挙区 | 大阪維新の会 | 3万7403票  | 27.99% | 5    | 1/6                | /                            |
| 当   | 2015年大阪府議会議員選挙 | 2015年4月12日  | 40   | 豊中市選挙区 | 大阪維新の会 | 2万2831票  | 17.15% | 4    | 3/6                | /                            |
| 当   | 2019年大阪府議会議員選挙 | 2019年4月7日   | 44   | 豊中市選挙区 | 大阪維新の会 | 4万2643票  | 26.60% | 4    | 1/6                | /                            |
| 当   | 第49回衆議院議員総選挙   | 2021年10月31日 | 47   | 大阪府第8区  | 日本維新の会 | 10万5073票 | 53.23% | 1    | 1/3                | /                            |
| 当   | 第50回衆議院議員総選挙   | 2024年10月27日 | 50   | 大阪府第8区  | 日本維新の会 | 8万4503票  | 36.56% | 1    | 1/5                | /                            |